# Свере
Свере Сигурдсон (на старонорвежки: Sverrir Sigurðarson; на норвежки: Sverre Sigurdsson) е крал на Норвегия от 1184 до 1202 г. Роден между 1145 и 1151 г., бивш свещеник, Свере Сигурдсон се обявил за незаконороден син на Сигурд II Мун и оглавил една от воюващите в гражданската война страни, тази на биркебайнерите (брезевокраките). През 1184 г. той разбил войските на Магнус V Ерлингсон и поел управлението на Норвегия. Така със смъртта на Магнус Ерлингсон се прекъсва кралската линия на рода Хардроде (потеклото на първия норвежки крал Харал Прекраснокосия) и се поставя началото на нова кралска династия - на брезевокраките, респективно на рода Свере. Въпреки удържаната победа обаче на Свере му се наложило да се бори и с други претенденти за трона - напр. с Йон Кувлунг, (сина на Инге Крокрюг), който за негов късмет загинал в битка, а освен това влязъл и в конфликт с църквата, защото оспорил някои нейни права, в резултат на което бил отлъчен с решение на папата.
Свере Сигурдсон управлявал 16 години и починал от естествена смърт в Берген като оставил за наследник на трона сина си Хокон Свересон.
Основни документи за живота му са Sverres saga – една от кралските саги от 1177—1202 г., обхващаща точно периода на неговото управление и завършена по времето на неговата смърт, както и кореспонденцията му с църквата.

### Потомство
Свере Сигурдсон бил женен за Маргрете Ериксдотер, дъщеря на шведския крал Ерик IX, от която имал дъщеря Кристин Свересдатер, омъжена за Филипус Симонсон, претендент за трона на Норвегия между 1207 и 1217 г.
Имал и извънбрачни деца:
- Сигурд Лавард
- Хокон Свересон, крал на Норвегия от 1202 до 1204 г.